# The Beatles’ Million Sellers
 The Beatles’ Million Sellers (englisch Millionenverkäufe der Beatles) ist eine am 6. Dezember 1965 veröffentlichte EP der britischen Rockband The Beatles. Es war die zehnte EP der Beatles, die auf Parlophone (Katalognummer GEP 8946) veröffentlicht wurde. Alle vier Titel der EP waren in Großbritannien Single-Hits, die sich dort jeweils mehr als eine Millionmal verkauft haben. Die EP erschien ausschließlich in Mono.

## Hintergrund
Die Veröffentlichung der EP The Beatles’ Million Sellers erfolgte drei Tage nach dem Erscheinen des Albums Rubber Soul und der Single We Can Work It Out / Day Tripper und war eine Kompilations-EP, die vier Single-A-Seiten enthält, von der sich in Großbritannien jeweils über eine Million Exemplare verkauften:
1. She Loves You: 1.600.000 Exemplare
2. I Want to Hold Your Hand: 1.500.000 Exemplare
3. Can’t Buy Me Love: 1.250.000 Exemplare
4. I Feel Fine: 1.000.000 Exemplare

Nicht für die EP ausgewählt wurde der fünfte britische Millionenseller A Hard Day’s Night; die Single We Can Work It Out / Day Tripper sollte in Großbritannien ebenfalls mehr als eine Million Exemplare verkaufen.
Am 11. Dezember 1965 stieg die EP in die britischen EP-Charts ein; insgesamt hielt sich The Beatles’ Million Sellers 26 Wochen in den EP-Charts und erreichte Platz 1. In den britischen Singles-Charts konnte sich die EP nicht platzieren.
Ursprünglich war es geplant, im Jahr 1964 eine EP mit dem Titel Golden Discs zu veröffentlichen, die Beatles-Hits enthalten sollte. Eine Veröffentlichung wurde nicht realisiert, irrtümlich wurde aber auf der Erstauflage der EP The Beatles’ Million Sellers der Titel Golden Discs auf dem Label gedruckt.

## Covergestaltung
Das Foto des Covers stammt von Robert Whitaker.

## Titelliste
Seite 1
1. She Loves You (Lennon/McCartney) – 2:23
  - Aufgenommen am 1. Juli 1963. Gesungen von John Lennon und Paul McCartney.
2. I Want to Hold Your Hand (Lennon/McCartney) – 2:28
  - Aufgenommen am 17. Oktober 1963. Gesungen von John Lennon und Paul McCartney.

Seite 2
1. Can’t Buy Me Love (Lennon/McCartney) – 2:16
  - Aufgenommen am 29. Januar 1964 in Paris in den EMI Pathe Marconi-Studios. Gesungen von Paul McCartney.
2. I Feel Fine (Lennon/McCartney) – 2:22
  - Aufgenommen am 18. Oktober 1964. Gesungen von John Lennon.

## Wiederveröffentlichungen
Die EP The Beatles’ Million Sellers wurde bis in die 1970er Jahre gepresst. Im Dezember 1981 erschien die EP als Teil des Boxsets The Beatles E.P.s Collection, das alle britischen EPs enthielt. Am 26. Mai 1992 erschien dieses Set mit dem leicht geänderten Titel The Beatles Compact Disc EP. Collection als CD-Ausgabe.